# Уделовский сельсовет
Уделовский сельсовет — административная единица на территории Глубокского района Витебской области Республики Беларусь.

## Состав
Уделовский сельсовет включает 35 населённых пунктов:
- Адамовцы — деревня.
- Бервяки — деревня.
- Васьки — деревня.
- Верхнее — деревня.
- Воронцы — деревня.
- Гирстуны — деревня.
- Готовки — деревня.
- Дегтяри — деревня.
- Забелье — деревня.
- Залеськи — деревня.
- Запасники — деревня.
- Кашталяновщина — деревня.
- Коваленки — деревня.
- Лозичи — деревня.
- Лужки — деревня.
- Луцк-Мосарский — деревня.
- Матясы — деревня.
- Мерецкие — деревня.
- Мосар  — деревня.
- Мурзы — деревня.
- Новоселки — деревня.
- Овсяники — деревня.
- Панфиловщина — деревня.
- Папшичи — деревня.
- Петровские — деревня.
- Петруново — деревня.
- Раковцы — деревня.
- Русаки — деревня.
- Сапелино — деревня.
- Сеньковцы — деревня.
- Соколово — деревня.
- Удело — агрогородок.
- Хотьки — деревня.
- Шоти — деревня.
- Ярыжино — деревня.

Упразднённые населённые пункты на территории сельсовета:
- Михальцы — деревня.